# Осада Мафекинга

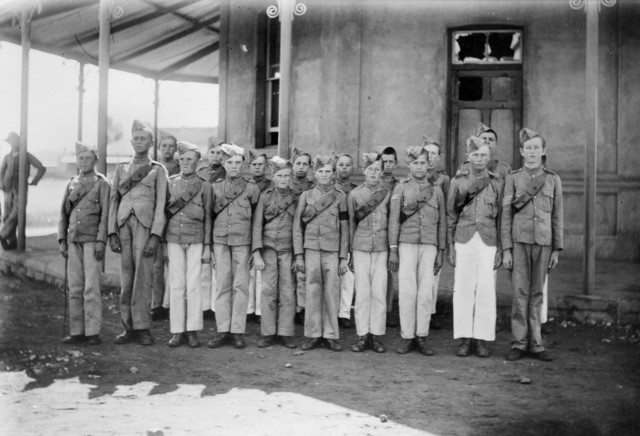
Английские кадеты в осаждённом Мафекинге

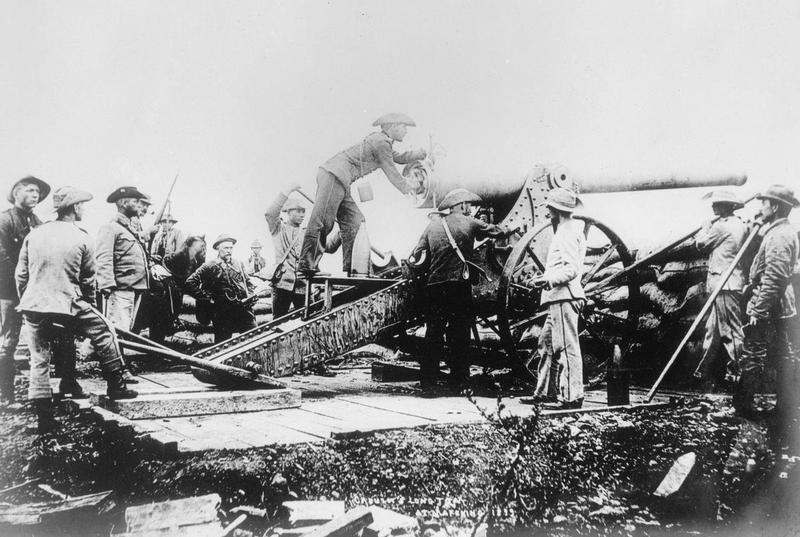
Осадное орудие буров под Мафекингом

Осада Мафекинга (англ. The Siege of Mafeking) — одно из самых знаменитых событий англо-бурской войны. Буры осаждали британский город Мафекинг (Mafeking, сейчас Mafikeng) в Южной Африке в течение 217 дней, с октября 1899 по май 1900 года. Эта осада сделала знаменитым руководителя обороны Роберта Баден-Пауэлла (Бейдн-Поуэлла), основателя скаутского движения. Снятие осады Мафекинга стало крупным успехом Британии и сокрушительным поражением армии буров.

## Осада
19 сентября 1899 года начались работы по возведению 10-километровой линии укреплений вокруг Мафекинга. Предполагалось создать сеть траншей и артиллерийских позиций. 12 октября 1899 года президент Крюгер объявил состояние войны и в тот же день генерал Кронье получил приказ перерезать железнодорожное сообщение и телеграфную связь с Мафекингом. Таким образом, блокада Мафекинга началась 13 октября. Генерал Кронье предложил британцам сдаться до 9 часов 16 октября, но Баден-Пауэлл отклонил ультиматум и в тот же день буры провели первый обстрел Мафекинга.

Непонятно, из каких соображений имперские власти решили удерживать этот городок, поскольку здесь нет естественных укрытий, способствующих осуществлению обороны /…/ При обычных обстоятельствах любые силы, окружённые здесь, были обречены на захват. Но то, что казалось недальновидной политикой, на деле обернулось высочайшей мудростью, благодаря необыкновенной стойкости и качествам Бейдн-Поуэлла — офицера, командующего гарнизоном. Благодаря его усилиям, город стал приманкой для буров. Они привлекли значительные силы для его безрезультатной осады, в то время как использование этих сил в других местах могло оказаться гибельным для британцев.— 
Несмотря на неравенство сил, гарнизон продержался в осаде 217 дней, несмотря на пессимистические предположения обеих сторон. Одной из причин успеха англичан были меры по дезинформации противника, предпринятые Баден-Пауэллом. Были созданы ложные минные поля, ложные артиллерийские позиции и т. д. В железнодорожных мастерских была сделана гаубица, а также была пущена в дело старинная пушка образца 1770 года. Так как буры не смогли разобрать железнодорожное полотно, то англичане использовали бронепоезд, который смог прорваться вглубь позиций буров и успешно вернуться обратно.
Была договорённость о прекращении огня по воскресеньям, что позволяло устраивать спортивные и театральные мероприятия. Англичане устраивали даже игру в крикет. Первоначально генерал Сниман был против этих игр и даже угрожал открыть огонь по игрокам, но впоследствии смягчил свою позицию.
Как и в случае с осадой Кимберли, буры решили, что город слишком хорошо укреплён, чтобы рисковать штурмом. 19 ноября 4000 буров были отозваны из-под Мафекинга, хотя осада продолжалась и обстрелы не прекращались. Когда возникла опасность деблокады города, буры решили предпринять крупную атаку, которая была назначена на раннее утро 12 мая.

## Атака буров
12 мая, около 04:00, филдкорнет С. Элофф повёл отряд в 240 буров в атаку на укрепления Мафекинга. Поддержанные отвлекающей атакой с востока, буры проскользнули между фортами Хидден-Холлоу и Лимстон в западной части укреплений. Британский проводник-дезертир провёл их мимо реки Молопо, где они вошли в село Стад, населённое этническими африканцами. Буры без сопротивления ворвались в Стад и открыли огонь по домам, чтобы Сниман увидел результаты атаки. Около 05:00 буры захватили полицейские бараки в пригороде Мафекинга, убив одного человека и захватив в плен полковника Хора и ещё 29 человек. Элофф нашёл телефон и сообщил штабу генерала Кронье о своём успехе.
Огонь поднял на ноги гарнизон Мафекинга, который сразу же начал действовать. Африканцы-ополченцы (из племени Баралонг) дали бурам пройти через Стад, а когда буры ушли, 109 баралонгцев перекрыли пути отступления. Сниман не смог в этой ситуации помочь отряду Элоффа. Между тем Баден-Пауэлл по телефонной связи получал своевременную информацию о происходящих событиях. Он послал майора Алика Годлея и эскадрон В на отражение атаки буров, и послал ему на помощь эскадрон D, усиленный железнодорожными рабочими. Вскоре им удалось расколоть отряд Элоффа на три части и окружить их.

Две другие позиции на этой линии — каменный крааль и холм — удерживались бурами, но их подкрепление медлило, а действия обороняющихся были столь стремительными и энергичными, что все три позиции оказались отрезанными от своих войск. Буры проникли в город, но взять его не могли. В течение всего дня британские войска подтягивались всё ближе и ближе к позициям буров, не предпринимая попытки начать штурм, но окружая их таким способом, который не оставлял возможности для спасения. Отдельные бюргеры прорывались по двое и трое, но основной отряд вдруг обнаружил, что они ворвались в тюрьму, единственный выход из которой находился под ружейным огнём.— 
Силами двух эскадронов Годлей сперва окружил группу буров, засевшую в каменном краале в Стаде. После перестрелки буры сдались. Затем второй отряд буров был согнан с позиций на горе, но сумел отступить. До конца дня отряд Элоффа отстреливался в полицейском бараке, и к ночи, наконец, сдался. Британцы потеряли 12 человек убитыми и 8 ранеными — это были в основном африканцы. Буры потеряли 60 человек убитыми и ранеными, и 108 пленными.

Конец был характерным. «Добрый вечер, командант, — сказал Поуэлл Элоффу, — приглашаю вас на ужин». Пленников — бюргеров, голландцев, немцев и французов — угостили самым отменным ужином, какой только позволили бедные кладовые города.— 

## Снятие осады
Блокада Мафекинга была снята 17 мая 1900 года, когда прибыли войска полковника Магона из армии лорда Робертса. Среди спасителей Мафекинга был один из братьев Баден-Пауэлла: майор Баден Флетчер Смит Баден-Пауэлл.
До прибытия подкреплений в феврале 1900 года война шла неудачно для Англии. Героическое сопротивление маленького города была единственным ярким пятном, а удачное снятие осады было отмечено в Англии праздниками и торжествами. Баден-Пауэлл к моменту возвращения в Англию в 1903 году тоже стал национальным героем.
По итогам обороны было присвоено три Креста Виктории: сержанту Горацио Мартиньо, рядовому Горацию Рамсдену и капитану Чарльзу Фицкларенсу.
В сентябре 1904 года лорд Робертс воздвиг в Мафекинге обелиск с именами всех погибших в обороне. Всего погибло 212 человек и ещё 600 были ранены. Потери буров были значительно выше.